# Horst Pointner
Horst Pointner (* 6. Dezember 1939 in München; † 7. Januar 2014 ebenda) war ein deutscher akademischer Direktor an der katholischen Universität Eichstätt-Ingolstadt.
Er studierte an der Universität München, wo er auch promovierte. Pointner, gelernter Hauptschullehrer, verfasste während seiner Laufbahn eine Vielzahl von Sprach- und Lehrbüchern, und war zusammen mit Kurt Franz Herausgeber der Reihe Deutschdidaktik (ars una, Neuried).